# Гагаузи у Русији
Гагаузи у Русији представљају гагауску популацију која живи и ради у границама модерне Русије, а такође ова популација уједно представља гагауску дијаспору са највећим процентом раста, и тренутно броји око 14.000 припадника. У оквире Руског царства Гагаузи почињу да се насељавају након 1812. године, у оквиру царског програма насељавања ријетко насељене јужне Бесарабије. У то вријеме, они су и даље имали бугарску етничку самосвијест, али на руској земљи су Гагаузи постепено формирали свој национални идентитет. 1897. године пописом спроведеним у руској Бесарабије утврђено је да, од укупног броја становништва има 103.492 етничких Бугара и 57.045 Гагауза.

## Историјат
Привремена румунско-молдавска контрола над јужном Бесарабијом током 1856–1878. године, повлачи дио Гагауза дубље у руску територију. Формирање националних република је довело до тога да су Гагаузи подијељеном републичким границама. У то вријеме, Гагаузи живе углавном на југу Русије, у Ростовској области (преко 500 људи) и Предкавказју. Државни архив у Кабардино-Балкарској Републици чува информацију да су Гагаузи овдје први пут крајем деветнаестог вијека вршили куповине земљишта преко државних аграрних земаљских банака. Године 1918. након почетка грађанског рата посједи Гагауза су девастирани упадима планинара, а локални Гагаузи пресељавају у провинцију Семипалатинск, али већ током 1925. обраћају се локалним властима да им обезбиједе повратак на своју земљу. У наредним временима, број Гагауза на руској територији је порастао брзо, углавном захваљујући позитивном миграционом балансу са руралних подручја компактне резиденције Гагауза у Буџаку, који је подијељен послије 1940. између Молдавске и Украјинске ССР.

## Новија времена
До 1979. године, број Гагауза у Русији је порастао на 4.200, у 1989. години на 10.000 хиљада. Доприносом природног прираштаја у исто вријеме, попис 2002. године забиљежио је присуство од око 12.200 Гагауза, а попис из 2010. године показао је да у Русији живи око 13.700 припадника гагауске популације. Највећи број руских Гагауза, тачније 9.732 у вријеме пописа живи у градовима, док је на селу живјело 3.958 људи. Тако је за период између 1959. и 2010. године број Гагауза у Русији порастао 4,6 пута. Временом су се региони концентрације Гагауза промијенили: сада више од петине Гагауза Русије живи у Тиуменском крају и његовом аутономном региону. Отприлике 13,7% свих Гагауза живи у Москви.

## Значајни представници
- Сахат Турсунов, глумац и режисер